# Paroli (Uniform)

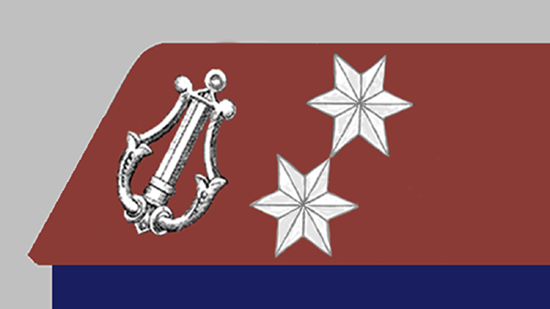
Paroli der Friedensuniform eines Korporals der Regimentsmusik

Paroli ist ursprünglich ein Begriff aus der österreichisch-ungarischen Militärfachsprache. Er bezeichnet die farbigen Kragenspiegel, die auf den Kragen des Mantels und der Feldbluse aufgenäht waren.
Die Parolis waren in der Egalisierungsfarbe gehalten und dienten bei den 102 Regimentern der k.u.k. Infanterie, den Dragonern und Ulanen in ihrer Farbgebung als Unterscheidungsmerkmal und zur Identifizierung untereinander – bei den anderen jedoch als Waffengattungsfarbe (Artillerie scharlachrot – Jäger grün) oder sonstiger Spezifikationen.

## Parolis in der k.u.k. Armee
- Auf dem Mantelkragen eine geschweifte Zunge mit einer nach hinten weisenden Spitze. Vor der Spitze befand sich eine Verbreiterung, auf der ein Knopf saß.
- Im vorderen Teil des Kragens der Feldbluse (Stehkragen oder Umlegekragen) links und rechts befindliche und nach hinten verlaufende Patten von Kragenhöhe und jeweils etwa 1/5 Kragenlänge. Auf den Stoffstücken, den Parolis, befinden sich im vorderen Bereich die Rangsterne
- Nach 1916 wurden die Patten der Bluse durch schmale von oben nach unten verlaufende Stoffstreifen ersetzt. Die Streifen befanden sich an der Stelle, an der die früheren Parolis zu Ende waren. Auch sie hießen Parolis.

Die Rangsterne waren für die Mannschaften (zu denen auch die Unteroffiziere gerechnet wurden) aus weißem Zelluloid, für Stabsfeldwebel und Kadetten ab 1913 aus weißer Seide. Die Sterne der Offiziersstellvertreter waren aus Messing, die der Fähnriche und Offiziere aus vergoldetem bzw. versilbertem Metall (Fähnriche plattiert, Offiziere erhaben). Bei Selbstbeschaffern konnten sie auch aus Metallgespinst gestickt sein.

## Beispiele

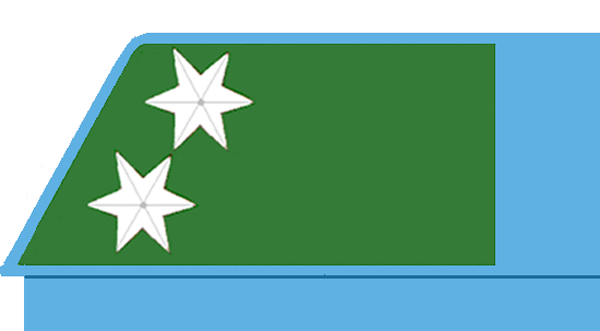
Parolis in Apfelgrün für einen Korporal auf der hechtgrauen Feldbluse gem. Verordnung von 1908
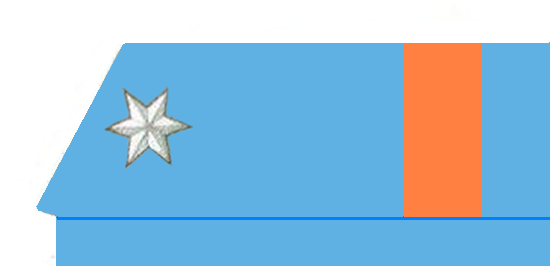
Parolis in Orangegelb für einen Gefreiten auf der hechtgrauen Feldbluse gem. Verordnung von 1916
Parolis in Grasgrün für einen Offiziersstellvertreter auf der hechtgrauen Feldbluse gem. Verordnung von 1916
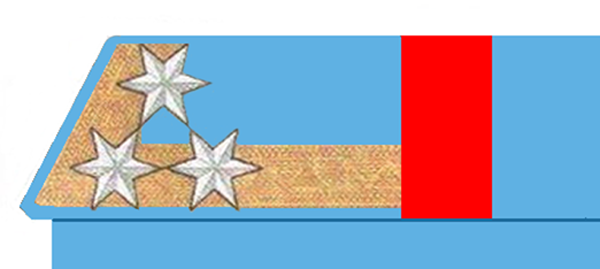
Parolis in Scharlachrot für einen Feldwebel auf der hechtgrauen Feldbluse gem. Verordnung von 1916
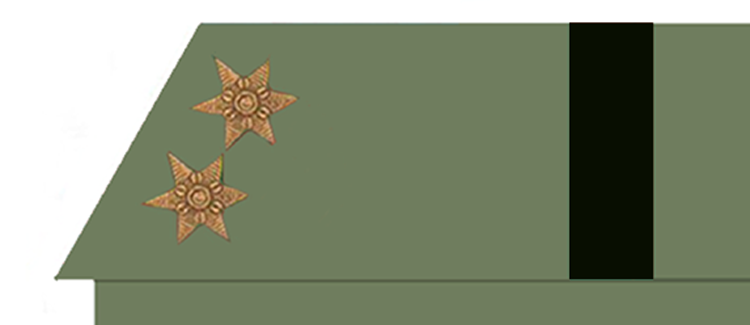
Parolis in Schwarz für einen Oberleutnant auf der hechtgrauen Feldbluse gem. Verordnung von 1916
Parolis in Dunkelrot für einen Oberst auf der hechtgrauen Feldbluse gem. Verordnung von 1916
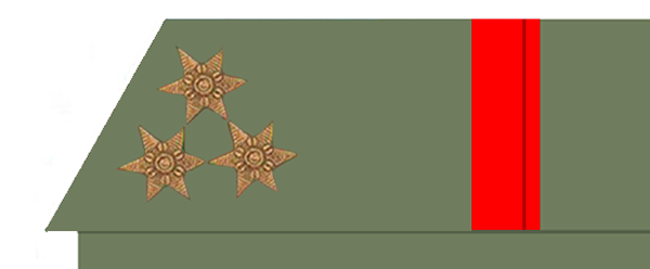
Besondere Parolis für einen Hauptmann im Artilleriestab auf der hechtgrauen Feldbluse gem. Verordnung von 1916 (schmälerer Streifen der Egalisierungsfarbe und Passepoil)
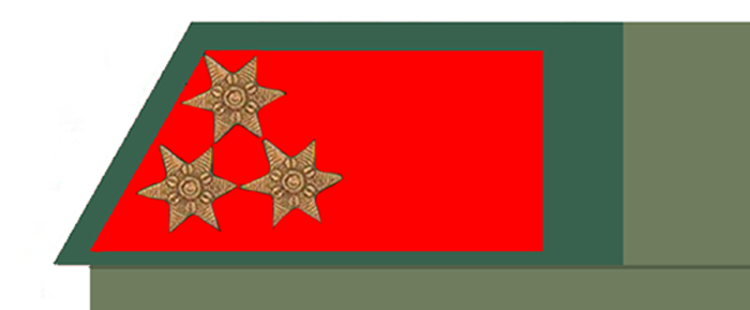
Besondere Parolis für einen Hauptmann des Geniestabes auf der hechtgrauen Feldbluse gem. Verordnung von 1916
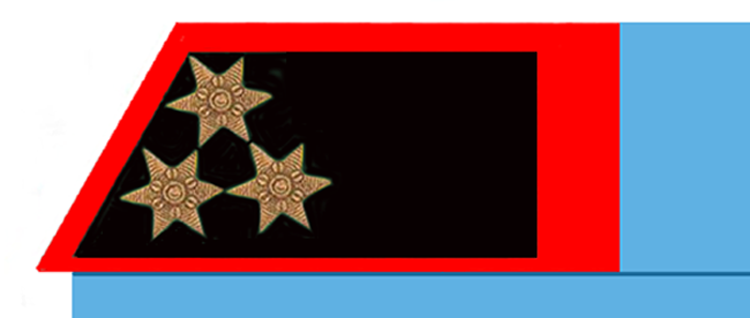
Besondere Parolis für einen Hauptmann des Generalstabes auf der hechtgrauen Feldbluse gem. Verordnung von 1916
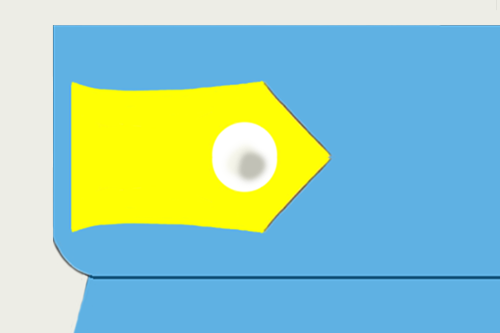
Schwefelgelbe Parolis auf dem hechtgrauen Mantel

## Parolis im heutigen Österreich
In Österreich ist das System der Uniformrangabzeichen seit der Monarchie nahezu unverändert geblieben. Man hat im Laufe der Zeit lediglich die Bezeichnung verändert, und aus den Parolis mit Rangsternen sind die Dienstgradabzeichen geworden.
Als Beispiel sind Dienstgradabzeichen des Bundesheeres abgebildet.
| Rang      | Zugsführer Zgf | Korporal Kpl | Gefreiter Gfr |
| Abzeichen |                |              |               |

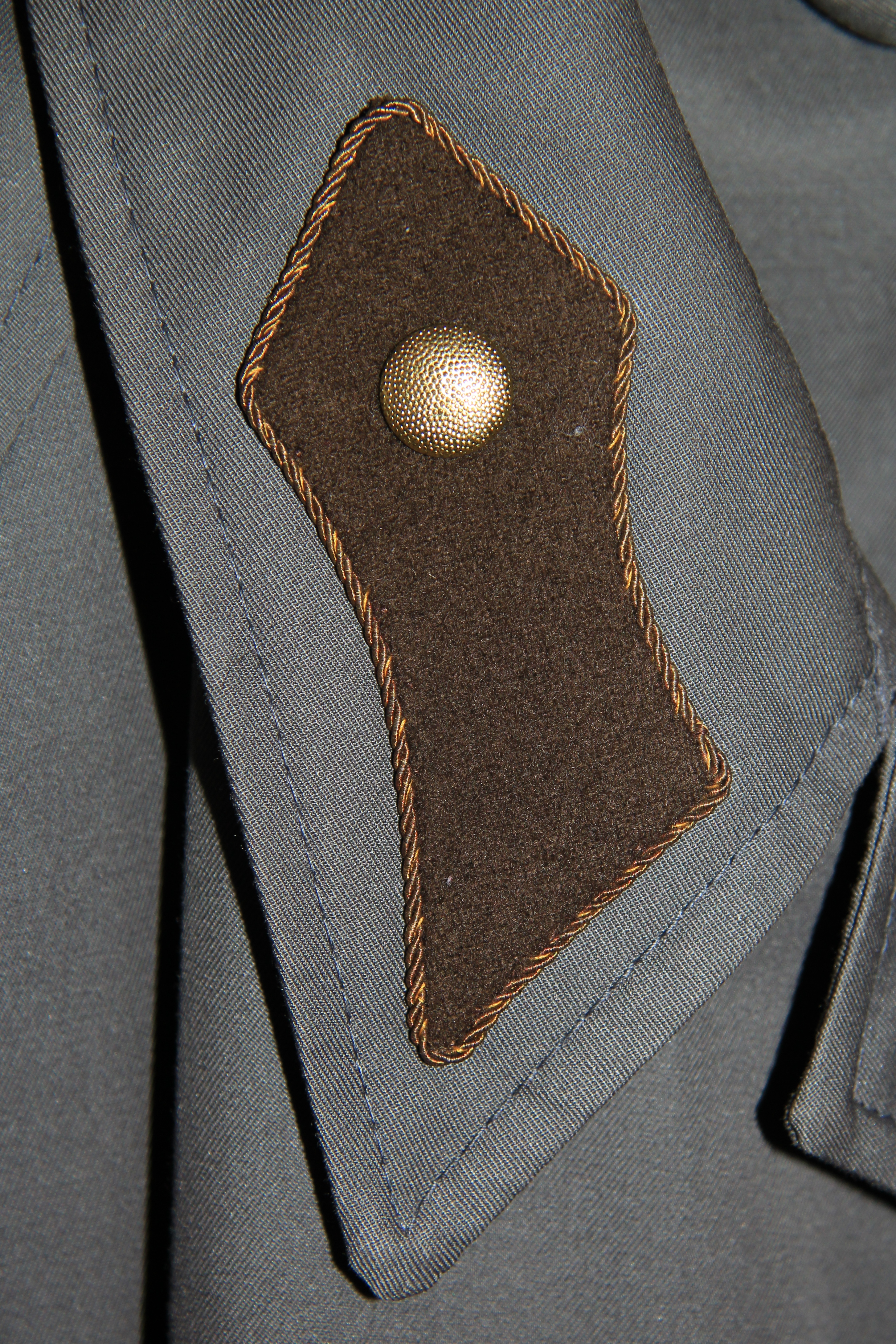
Beispiel einer Mantelparoli bei der Feuerwehr

Als Paroli wird im heutigen Sinn nur mehr die geschweifte Zunge am Mantelkragen mit der nach hinten weisenden Spitze bezeichnet.